# Sztochasztikus folyamat
A sztochasztikus folyamat, vagy más néven véletlenszerű folyamat, az a folyamat, melyet – részben vagy teljesen – valószínűségi változók jellemeznek. Ennek az ellentéte a determinisztikus folyamat, ahol a folyamatot leíró változók nem véletlenszerűen változnak.
A sztochasztikus folyamat időben végbemenő folyamat.
A folyamat végbemehet diszkrét időben, ahol a valószínűségi változók egy idősornak felelnek meg, vagy folytonos idejű folyamatról beszélünk, amikor egy adott időtartományban folytonosan változhatnak a folyamatot részben, vagy teljesen jellemző valószínűségi változók. Egyetlen követelmény, hogy a valószínűségi változók hasonló típusúak legyenek.
Ismertebb sztochasztikus folyamatok:
- Véletlenszerű mozgás (bolyongás)
- Pillangóhatás (elmélet)
- Brown-mozgás
- Markov-lánc
- Poisson-folyamat
- Gauss-folyamat
- Közlekedési modellek
- Genetikai modellek
- Anyagkifáradási modellek
- Tőzsdei folyamatok
- Árfolyam változások
- Vérnyomás
- Szélhullám
- Időjárás

## Sztochasztikus folyamatokkal kapcsolatos törvények, tételek
- Kolmogorov-kiterjesztés
- Gelfand–Naimark–Segal-tétel
- Chapman–Kolmogorov egyenlet
- Wiener-folyamat
- Kolmogorov-féle folytonossági tétel
- Markov-lánc
- Viterbi-algoritmus
- Gillespie-algoritmus
- Véges dimenziós eloszlás
- σ-algebra
- Langevin-egyenlet
- Ornstein–Uhlenbeck-folyamat
- Ergodikus folyamat